# Barleria
Barleria (укр. Барлерія) — рід квіткових рослин з родини акантові (Acanthaceae).

## Етимологія

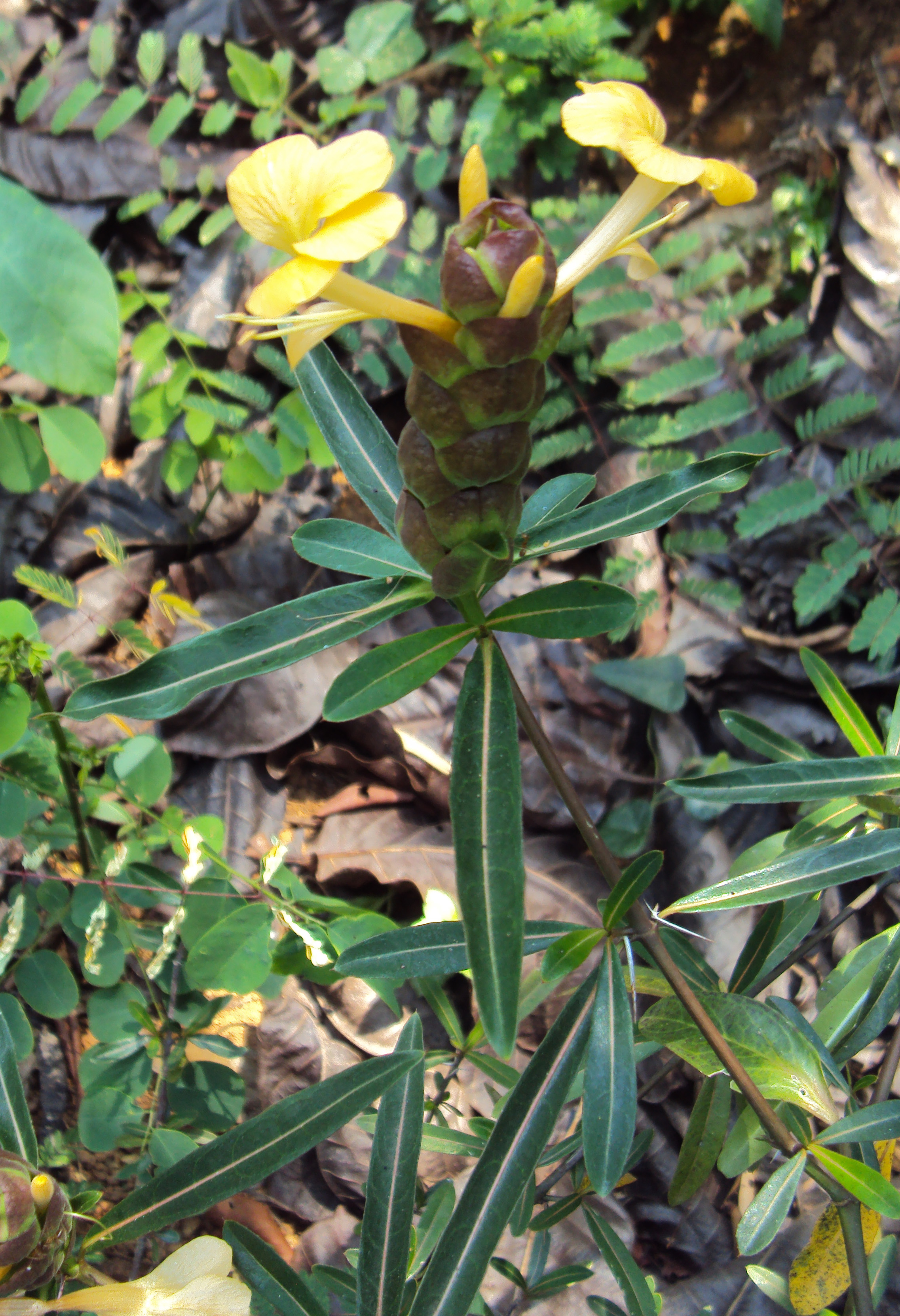
Barleria lupulina

Рід названий на честь домініканського ченця, ботаніка та мандрівника Жак Баррельє (1606—1673).

## Ботанічний опис
Чагарники, напівчагарники або багаторічні трави з цистолітами, як правило, колючими. Листя супротивні, черешкові. Суцвіття — пахвові цимоїди (іноді відокремлені або зібрані у щільні скупчення), колосоподібні або самотні квітки; приквітки присутні або відсутні; брактеоли — 2, іноді перетворюються на колючки. Чашечка глибока, 4-лопатева; зовнішня на 2 часточки більша, внутрішня на 2 часточки менша. Віночки воронкоподібні, зазвичай великі; кінцівки 5-лопатеві (зазвичай з верхньою губою бувають 4-лопатеві); пелюстки майже рівні, чотирьохкутні, в бутоні. Тичинок — 2 або 4, одна пара зазвичай сильно редукована та/або стерильна. Зав'язь — з 2 насінними зачатками. Насіння дископодібні, опушені притиснутими гігроскопічними трихомами.

## Поширення

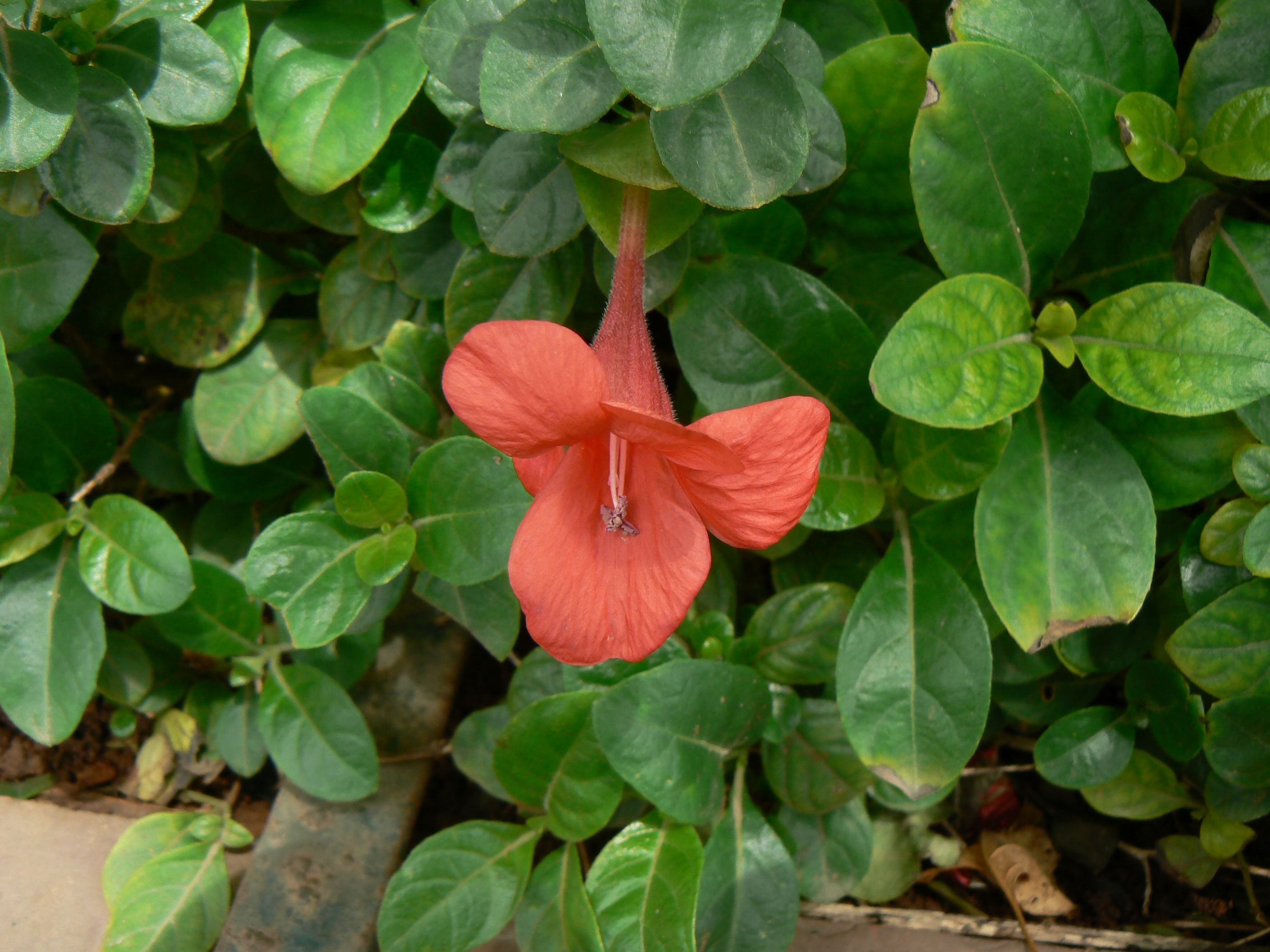
Barleria repens

Представники роду поширені в тропічних районах Африки та Азії (з них 4 види у флорі Китаю, 1 ендемічний), один вид — у тропічній Америці.

## Види
За даними спільного інтернет-проекту Королівських ботанічних садів у К'ю і Міссурійського ботанічного саду «The Plant List» рід налічує 253 визнані види (докладніше див. Список видів роду Barleria).